# Acequia del Rey
La Acequia del Rey es una obra hídrica construida en 1803 bajo supervisión de Juan de Villanueva y a las órdenes de Antonio de Abajo para desecar y desaguar la laguna de Villena. Tiene una longitud de 10 km y desemboca en la margen derecha del río Vinalopó a 500 m de la Colonia de Santa Eulalia. Está situada a unos 4,5 km al suroeste de Villena (Alicante).
El coste total de la construcción de la acequia fue de 1.444.496 reales, entregados por la Tesorería de Rentas de Murcia, a cuya provincia pertenecía Villena en la época. La acequia, pues, sigue constituyendo el desagüe de la cuenca endorreica que conformaba la laguna de Villena, con lo cual aporta un caudal de aguas algo salobre. Además, parte de las aguas residuales de las ciudades del Alto Vinalopó se vierten a la acequia desde una Estación Depuradora de Aguas Residuales, estación para la cual la ciudad de Villena lleva años solicitando una adecuación a un tratamiento terciario.